# Protoxerus
Genre
Protoxerus est un genre de rongeurs de la famille des Sciuridés.

## Listes des espèces
Selon ITIS (2 juin 2016) :
- Protoxerus aubinnii (Gray, 1873)
- Protoxerus stangeri (Waterhouse, 1842) -  grand écureuil de Stanger